# Acis
Acis Salisb. – rodzaj roślin z rodziny amarylkowatych, obejmujący 9 gatunków, występujących w krajach basenu Morza Śródziemnego: Portugalii, Hiszpanii, Francji, Albanii, Grecji, Tunezji, Algierii i Maroku oraz na wyspach Balearach, Korsyce, Sardynii i Sycylii. Większość gatunków jest endemitami niewielkich obszarów.

## Morfologia

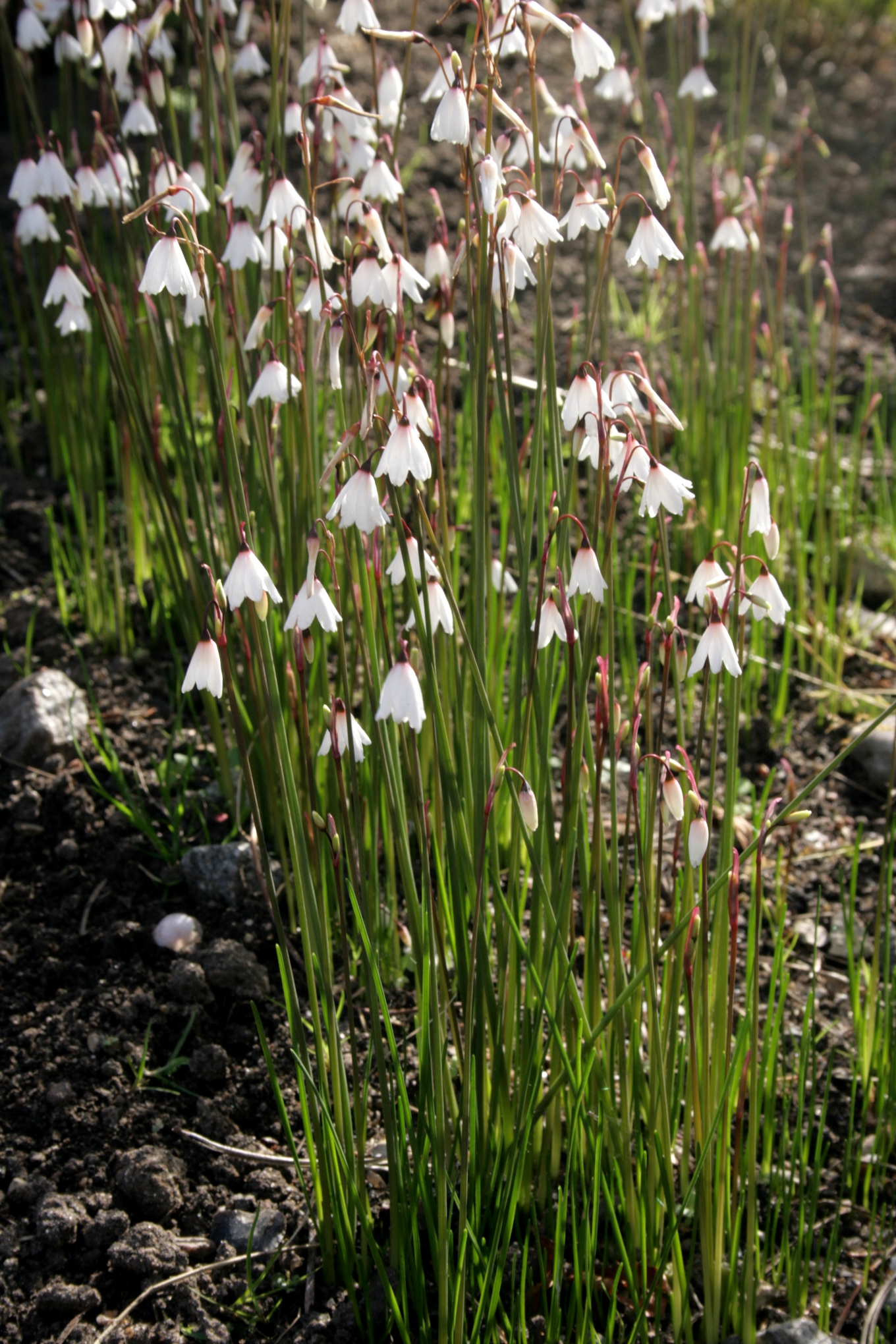
Acis autumnalis

Wieloletnie, niewielkie rośliny zielne, geofity cebulowe. Liście wąskorównowąskie do nitkowatych. Kwiaty pojedyncze lub zebrane po kilka w kwiatostan, wyrastający na masywnym głąbiku, wsparty błoniastymi podsadkami. Okwiat dzwonkowaty, biały do różowego. Listki okwiatu słabo zaostrzone lub zakończone kończykiem, podługowate do odwrotnie jajowatych. Szyjka słupka nitkowata, zakończona dyskowatym znamieniem. Nasiona o wielkości do 3 mm.

## Genetyka
Liczba chromosomów 2n = 14, 16, 18.

## Systematyka
Pozycja systematycznaRodzaj z plemienia Galantheae, podrodziny amarylkowych Amaryllidoideae z rodziny amarylkowatych Amaryllidaceae. Stanowi klas siostrzany dla pozostałych rodzajów z plemienia.
Wykaz gatunków
- Acis autumnalis (L.) Sweet
- Acis fabrei (Quézel & Girerd) Lledó, A.P.Davis & M.B.Crespo
- Acis ionica Bareka, Kamari & Phitos
- Acis longifolia J.Gay ex M.Roem.
- Acis nicaeensis (Ardoino) Lledó, A.P.Davis & M.B.Crespo
- Acis rosea (F.Martin bis) Sweet
- Acis tingitana (Baker) Lledó, A.P.Davis & M.B.Crespo
- Acis trichophylla Sweet ex G.Don
- Acis valentina (Pau) Lledó, A.P.Davis & M.B.Crespo